# Ravolzhausen
Ravolzhausen ist ein Ortsteil der Gemeinde Neuberg im hessischen Main-Kinzig-Kreis.

## Geographische Lage
Der Ort liegt im östlichen Ballungsgebiet des Rhein-Main-Gebietes. Im Norden grenzt die Gemeinde an die Ausläufer des Vogelsberges. Im Ort treffen sich die Landesstraßen 3445 und 3193. Östlich des Ortes verläuft die Bundesautobahn 45. Zwischen 1896 und 1931 hatte der Ort mit der Hanauer Kleinbahn auch einen Eisenbahnanschluss.

## Geschichte

### Urgeschichte
Besiedelt wurde die Gegend bereits in der La-Tène-Zeit. Darauf lassen archäologische Bodenfunde schließen. Westlich des Ortes verlief der Obergermanisch-Raetische Limes. Im Neubaugebiet nördlich Ravolzhausens befand sich ein römischer Wachturm (Wp 5/4 An der Kuhhohle). Er wurde zunächst geophysikalisch vermessen und 2004 ausgegraben. Eine Rekonstruktion vor Ort ist geplant.

### Mittelalter

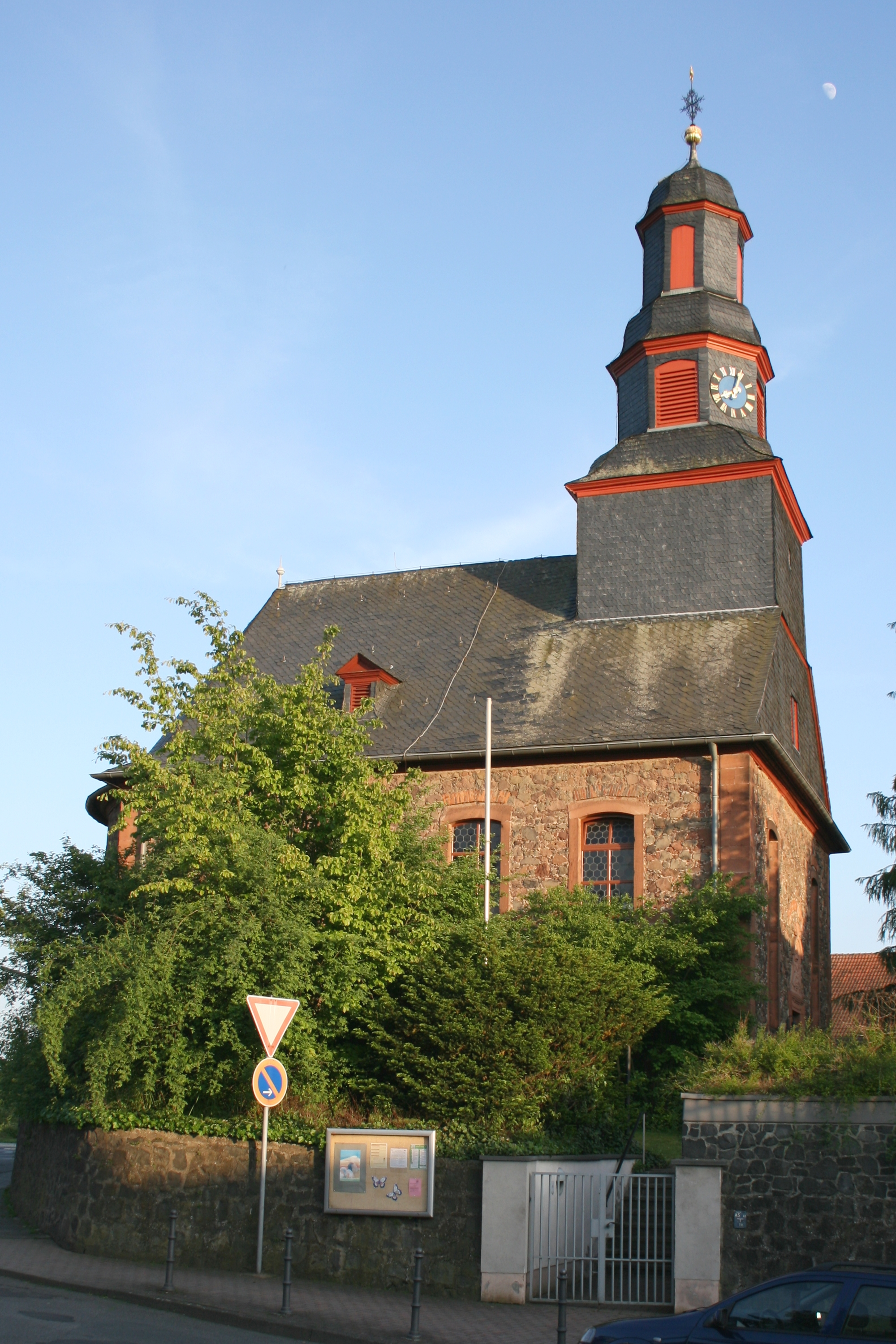
Evangelische Kirche in Ravolzhausen.

Die älteste erhaltene Erwähnung, als Ranvocenhusen, findet sich um das Jahr 1227 in einer Urkunde. Spätere Erwähnungen lauten unter anderem auf die Namen Ranfoldeshusen, Ramfoldeshusen, Ranfeltshusen und Reifelshausen. Das Kloster Selbold hatte Besitz in Ravolzhausen. Die Kirche im Dorf wurde erstmals 1355 erwähnt. Der heutige Kirchenbau stammt aus dem Jahr 1862.
Ravolzhausen gehörte im Mittelalter zum Gericht Langendiebach und damit zunächst zum Territorium von Kurmainz. Kurmainz verpfändete 1426 das Gericht und damit auch Ravolzhausen an die Grafen von Hanau. Diese Pfandschaft wurde 1476 von den Grafen von Isenburg eingelöst. Ravolzhausen gehörte seitdem als Teil des Gerichts Langendiebach zu deren Grafschaft.

### Neuzeit
Die örtliche Ziegelei wurde bereits 1688 genannt. Als Dachziegelwerk Heinrich Böhmer GmbH hatte sie ab dem Ende des 19. Jahrhunderts einen Gleisanschluss an die Hanauer Kleinbahn. Der Betrieb wurde 1986 eingestellt.
Als das Fürstentum Isenburg 1815 mediatisiert wurde, kam dessen nördlich des Mains gelegener Teil – einschließlich Ravolzhausen – 1816 an das Kurfürstentum Hessen (bis 1821 Fürstentum Hanau, Gericht Langenselbold). Dort wurde es mit der Verwaltungsreform von 1821 dem Kreis Gelnhausen zugeordnet, ab 1830 Kreis Hanau. Das Kurfürstentum Hessen stand im Deutschen Krieg auf der Verliererseite und wurde vom Königreich Preußen annektiert. Nach dem Zweiten Weltkrieg wurde Ravolzhausen Bestandteil des neu gebildeten Bundeslandes Hessen.

### Hessische Gebietsreform
Im Zuge der Gebietsreform in Hessen fusionierten zum 1. April 1971 die bis dahin selbständigen Gemeinden Ravolzhausen und Rüdigheim freiwillig zur neuen Gemeinde Neuberg.
Ortsbezirke nach der Hessischen Gemeindeordnung wurden nicht errichtet.

### Bevölkerung
Einwohnerstruktur 2011
Nach den Erhebungen des Zensus 2011 lebten am Stichtag dem 9. Mai 2011 in Ravolzhausen 3522 Einwohner. Darunter waren 228 (6,5 %) Ausländer. Nach dem Lebensalter waren 549 Einwohner unter 18 Jahren, 1443 zwischen 18 und 49, 801 zwischen 50 und 64 und 729 Einwohner waren älter. Die Einwohner lebten in 1617 Haushalten. Davon waren 492 Singlehaushalte, 474 Paare ohne Kinder und 504 Paare mit Kindern, sowie 123 Alleinerziehende und 21 Wohngemeinschaften. In 306 Haushalten lebten ausschließlich Senioren und in 1098 Haushaltungen lebten keine Senioren.
Einwohnerentwicklung
- 1545: 4 zinsende Haushaltungen[1]

| Ravolzhausen: Einwohnerzahlen von 1834 bis 2020 | Ravolzhausen: Einwohnerzahlen von 1834 bis 2020 | Ravolzhausen: Einwohnerzahlen von 1834 bis 2020 | Ravolzhausen: Einwohnerzahlen von 1834 bis 2020 | Ravolzhausen: Einwohnerzahlen von 1834 bis 2020 |
| --- | ----------------------------------------------- | ----------------------------------------------- | ----------------------------------------------- | ----------------------------------------------- |
| Jahr |                                                 |                                                 |                                                 | Einwohner                                       |
| 1834 | 1834                                            |                                                 | 515                                             | 515                                             |
| 1840 | 1840                                            |                                                 | 542                                             | 542                                             |
| 1846 | 1846                                            |                                                 | 576                                             | 576                                             |
| 1852 | 1852                                            |                                                 | 600                                             | 600                                             |
| 1858 | 1858                                            |                                                 | 590                                             | 590                                             |
| 1864 | 1864                                            |                                                 | 608                                             | 608                                             |
| 1871 | 1871                                            |                                                 | 597                                             | 597                                             |
| 1875 | 1875                                            |                                                 | 622                                             | 622                                             |
| 1885 | 1885                                            |                                                 | 678                                             | 678                                             |
| 1895 | 1895                                            |                                                 | 748                                             | 748                                             |
| 1905 | 1905                                            |                                                 | 907                                             | 907                                             |
| 1910 | 1910                                            |                                                 | 1.008                                           | 1.008                                           |
| 1925 | 1925                                            |                                                 | 1.069                                           | 1.069                                           |
| 1939 | 1939                                            |                                                 | 1.204                                           | 1.204                                           |
| 1946 | 1946                                            |                                                 | 1.560                                           | 1.560                                           |
| 1950 | 1950                                            |                                                 | 1.597                                           | 1.597                                           |
| 1956 | 1956                                            |                                                 | 1.626                                           | 1.626                                           |
| 1961 | 1961                                            |                                                 | 1.777                                           | 1.777                                           |
| 1967 | 1967                                            |                                                 | 1.889                                           | 1.889                                           |
| 1970 | 1970                                            |                                                 | 2.145                                           | 2.145                                           |
| 1980 | 1980                                            |                                                 | ?                                               | ?                                               |
| 1990 | 1990                                            |                                                 | ?                                               | ?                                               |
| 2000 | 2000                                            |                                                 | ?                                               | ?                                               |
| 2011 | 2011                                            |                                                 | 3.522                                           | 3.522                                           |
| 2020 | 2020                                            |                                                 | 3.807                                           | 3.807                                           |
| Datenquelle: Historisches Gemeindeverzeichnis für Hessen: Die Bevölkerung der Gemeinden 1834 bis 1967. Wiesbaden: Hessisches Statistisches Landesamt, 1968. Weitere Quellen: ; Zensus 2011; Gemeinde Neuberg |                                                 |                                                 |                                                 |                                                 |

Historische Religionszugehörigkeit
 Quelle: Historisches Ortslexikon
| • 1885: | 668 evangelische (= 98,43 %), 10 katholische (= 1,47 %) Einwohner    |
| • 1961: | 1414 evangelische (= 79,57 %), 286 katholische (= 16,09 %) Einwohner |

## Wappen
Am 18. Dezember 1964 wurde der Gemeinde Ravolzhausen im Landkreis Hanau, Regierungsbezirk Wiesbaden, ein Wappen mit folgender Blasonierung verliehen: In rotgequadertem Schild ein goldener Sparren belegt mit drei roten Dachziegeln.

## Sehenswürdigkeiten
- Evangelische Kirche mit Wehrkirchhof

## Verkehr
Im Ort treffen sich die Landesstraßen L3445 und L3193. Am Ortsrand verläuft die Bundesautobahn 45, deren Auffahrt 41 (Langenselbold-West) über die L3445 zwei Kilometer entfernt ist.
Den öffentlichen Personennahverkehr stellt die  KreisVerkehrsGesellschaft Main-Kinzig (KVG) im Rahmen des Rhein-Main-Verkehrsverbundes sicher.
Der Deutsche Limes-Radweg führt durch den Ort. Dieser folgt dem Obergermanisch-Raetischen Limes über 818 km von Bad Hönningen am Rhein nach Regensburg an der Donau.

Zwischen 1896 und 1933 hatte Ravolzhausen eine normalspurige Anbindung an das Schienennetz und einen Bahnhof. Der Personenverkehr wurde bereits 1931 eingestellt. 

## Öffentliche Einrichtungen
- Kinderhaus „Panama“